# 早山清太郎
早山 清太郎（そうやま せいたろう、1817年〈文化14年〉 - 1907年〈明治40年〉8月1日）は、幕末から明治時代にかけての北海道開拓者。現在の札幌市北区篠路の開祖である。

## 経歴
1817年（文化14年）、磐城国白川郡米村（現・福島県西白河郡西郷村）の農家の3男に生まれる。しかし家業を嫌って各地を転々としていた。
1852年（嘉永5年）、松前藩福山城修復に参加。そのまま蝦夷地に残り、星置の沢で伐採材の下請けをする。
1857年（安政4年）、幕府の役人の勧めで琴似に移り、ケネウシベツ川（琴似川）付近に入植した。水田を開いて収穫した玄米7升を献上した。またこのころ、石狩役所の荒井金助に見込まれて篠路の開拓を依頼される。
自らも篠路の将来性に着目した早山は、1859年（安政6年）10月に入植予定地の木を伐採し、1860年（万延元年）に入植を開始する。当初は稲作も順調だったが、1866年（慶応2年）の水害で種もみを流され、それ以上の米作りを断念した。
荒井金助の死や明治維新など波乱が相次ぐ中、早山は現地の開拓に注力した。新政府の開拓使から使掌に任じられ、島義勇判官の下で札幌神社（後の北海道神宮）の立地の選定や、道路の建設、河道の造成などに率先して働いた。島は『北海道紀行草稿』にて「早山熟知傍近山川者即我北道主人也」とその能力を激賞している。
1871年（明治4年）、篠路村の名主に就任する。教育所（後の札幌市立篠路小学校）を建設し、元村街道を自費で開鑿、篠路川の掘削と拡張を行うなど、数々の業績を打ち立てる。
1881年（明治14年）、中山久蔵・水原寅蔵と並ぶ「開拓率先の3翁」として北海道行幸に訪れた明治天皇に拝謁する。左大臣からのねぎらいの言葉に感涙したという。
同1881年には樺戸集治監が開設されているが、当別までの道路を拓こうと苦労しているうち、3度目の測量調査時に早山が現れて協力を申し出、「これが25本目の道路開鑿」と語った。早山が笹薮をかき分けて進む速さは、獲物を狙うクマのようだったという。また集治監課長から道路の距離の見積もりを問われて「6里5丁50間（26472メートル）」と回答し、完成時に測量したところほぼ正確で、周囲を驚かせた。
1907年（明治40年）8月1日、91歳で没した。

## 墓碑等
早山清太郎の墓は、札幌市北区篠路の龍雲寺境内に、荒井金助の墓と並んで建てられている。碑には道路の開削や札幌神社の立地選定に関する業績が刻まれている。
また、早山が植えた木は北区歴史と文化の八十八選のNo.75「早山家のアカマツ」に選定されている。

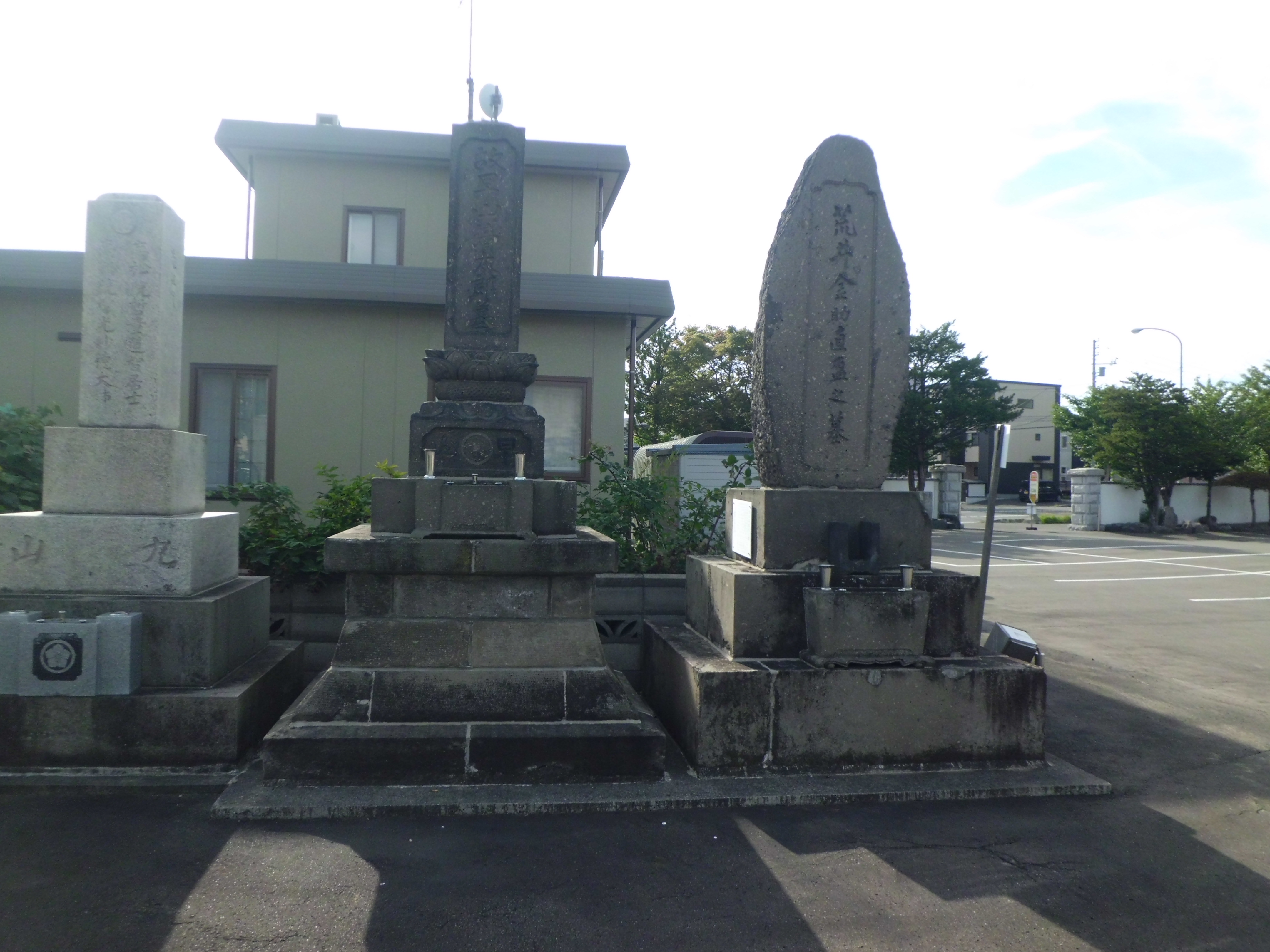
早山清太郎の墓（左）
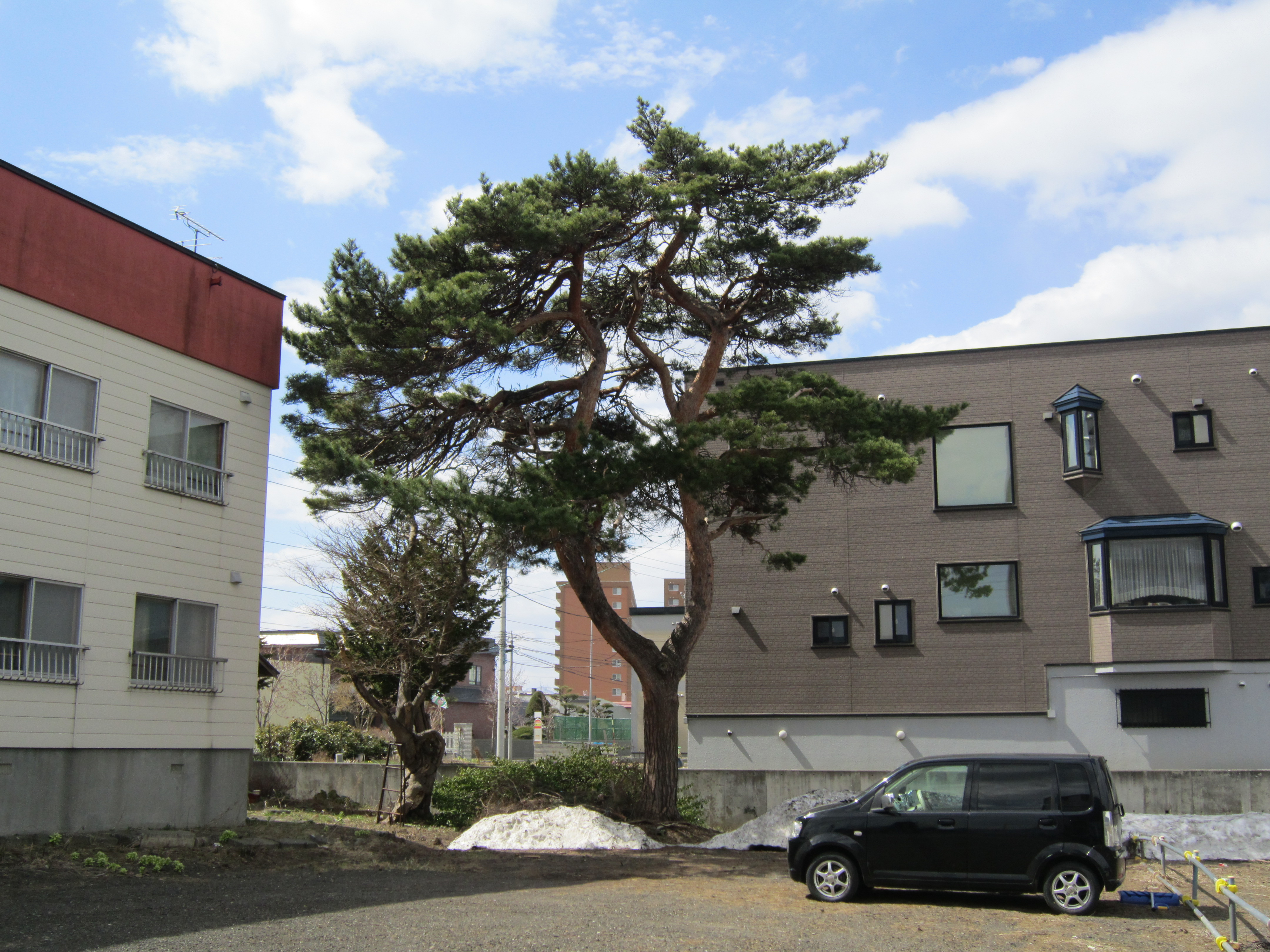
早山家のアカマツ